# 叶连娜·德米特里耶娃
叶连娜·德米特里耶娃（俄語：Елена Дмитриева，1983年7月1日—），俄羅斯女子手球運動員，亦是俄羅斯國家女子手球隊隊員。曾在2007年世界女子手球錦標賽為俄羅斯隊奪得冠軍。
2008年，德米特里耶娃代表俄罗斯參加中國北京舉行的奥林匹克运动会女子手球比賽，最終贏得一面銀牌。